# Die Brücke (Kulturzeitschrift)
Die Brücke  (Eigenschreibweise: DIE BRÜCKE) ist eine österreichische Kulturzeitschrift. Herausgeber ist das Amt der Kärntner Landesregierung, Abteilung Kunst und Kultur. 
Die Zeitschrift erscheint sechs Mal pro Jahr im Zweimonatsrhythmus mit einem Umfang von 60 Seiten und einer Auflage von 1.700 bis 2.000 Exemplaren.

## Geschichte

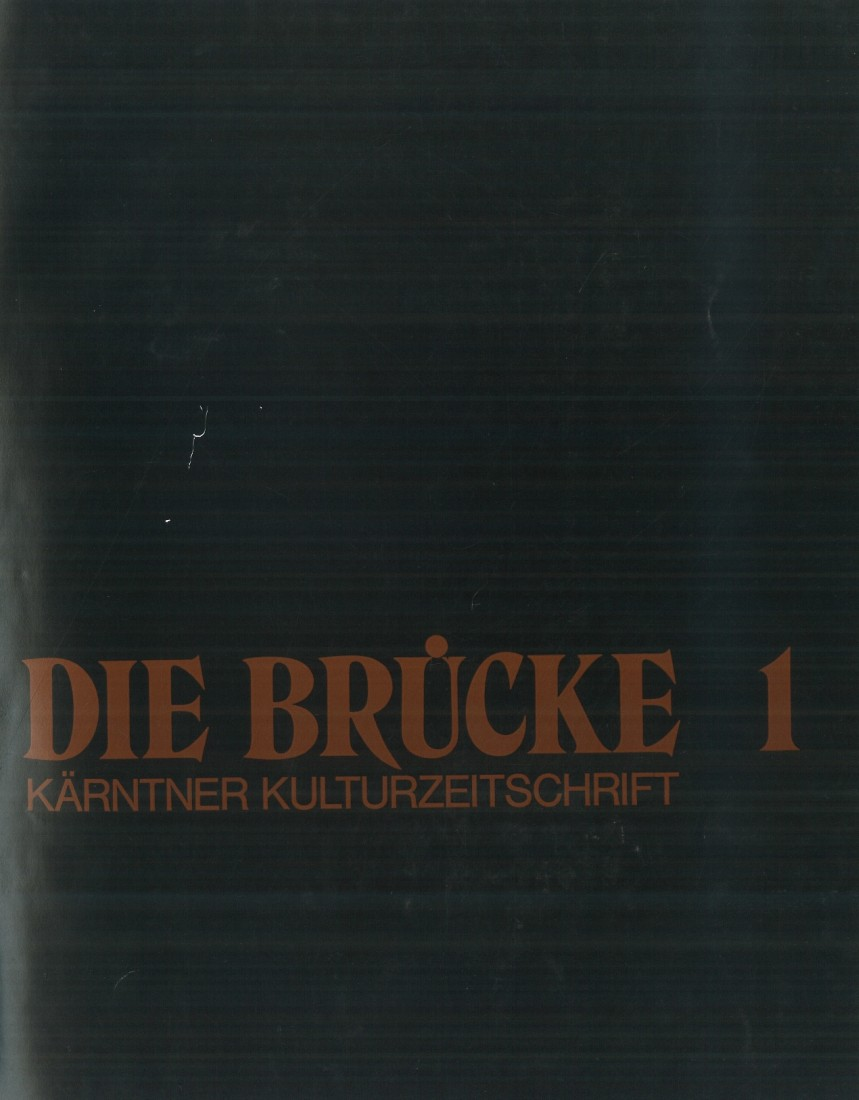
Die Brücke – Kärntens Kulturzeitschrift – erste Ausgabe 1975

Von 1971 bis 1973 hatte das Land Kärnten eine Vorgängermagazin unter dem Titel Im Schnittpunkt herausgegeben.
Die Brücke selbst erschien ab 1975 bis 1980 zunächst ein- bis zweimal jährlich. In diesem Zeitraum wurden unter Chefredakteurin Miriam Raggam-Lindquist 12 Nummern herausgegeben. Die Hefte hatten das Sonderformat 23,5 × 30 cm und wurden bis auf einige Farbbilder pro Ausgabe in Schwarzweiß gedruckt. In dieser Zeit hatte Die Brücke einen gewissen Jahrbuch-Charakter, für jede Ausgabe wurde jeweils ein Schwerpunktthema (z. B. Literatur, Medien, Musik) gewählt.

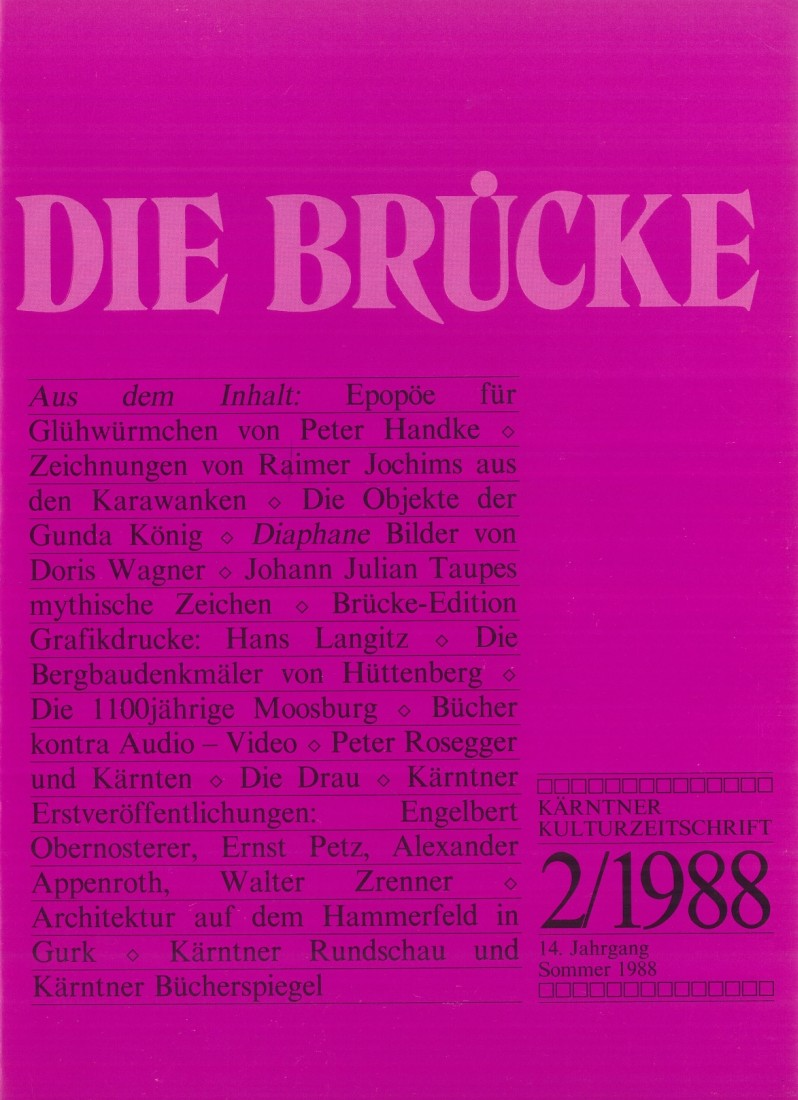
Das Cover einer Ausgabe der Brücke 1988.

1981 änderte Die Brücke unter Chefredakteur Ernst Gayer ihr Erscheinungsbild. So wurde das Format auf 21 × 28 cm verkleinert, der Umfang auf etwa 80 Seiten reduziert; außerdem erschien auf dem Cover eine Inhaltsübersicht. Im Zeitraum von 1981 bis 1996 erschien Die Brücke vierteljährlich; insgesamt erschienen 59 Ausgaben unter Gayer. Es wurden nun keine Schwerpunktthemen mehr ausgewählt, und Die Brücke nahm stärker die Form eines Kulturmagazins an. Sie öffnete sich auch zeitgenössischen Strömungen und dem aktuellen Zeitgeschehen. Im Impressum wurde ihr Wesenszweck folgend beschrieben: „Information über kulturelles Geschehen in Kärnten und seinen Nachbarregionen sowie aller Welt, sofern es für Kärnten von Belang ist.“ Charakteristisch waren die auf andersfarbigem Papier gedruckten (Erst-)Veröffentlichungen literarischer Werke Kärntner Künstler oder die sogenannte Brücke-Edition Grafikdrucke zum Herausnehmen.
Mit Herausgebervertreter Thomas Kreuzer und Chefredakteur Georg Maurer veränderte sich Die Brücke 1999 grundlegend. Das Logo wurde inklusive Untertitel vollständig erneuert, genauso das Layout, die Grundkonzeption, die inhaltliche Struktur  sowie die Erscheinungsweise. Die Heftnummerierung startete wieder bei Nr. 1. Von nun an gab es eine bebilderte Titelseite und das Zeitschriftenformat wurde mit den Sondermaßen 23 × 33 cm in grafischer Hinsicht wieder größer.
Die von da an zehnmal im Jahr erscheinende, auf 44 Seiten verschlankte Zeitschrift bot ihrer Leserschaft nun neben Beiträgen über die verschiedensten Bereiche der Kulturszene in Kärnten auch Serviceleistungen – wie unter dem Titel „Horizonte“ eine Terminaufbereitung, eine Seite mit Leserbriefen, Buch- und Musiktipps über Kärntner Künstler und Verlage, sowie einen Kulturkalender. Die Schwerpunkt-Themensetzung pro Ausgabe wurde wieder aufgenommen.
In den Jahren 2003 bis 2016 wurde Die Brücke von Chefredakteur Günther M. Trauhsnig weitergeführt. Von 2017 bis 2020 hatte Gabbi Hochsteiner die Chefredaktion inne. Unter ihrer Leitung wurde die Brücke auf Basis einer Blattanalyse und einer Leserbefragung weiterentwickelt. Seit der Ausgabe Juni–Juli 2017 werden die Nummern als „Brückengeneration 5“ neu gezählt. Der Serviceteil inklusive der Kulturkalenders wurde beibehalten, aber auch alte Formate, wie die Beilage von Kunstdrucken oder Werkstattgespräche, wieder eingeführt. Das Cover wird nunmehr mit Arbeiten Kärntner Künstler gestaltet, allerdings wurde auch die ursprüngliche Schreibweise des Logos wieder eingeführt.
Die Leserbefragung 2017 ergab, dass ein Heft im Schnitt von vier Personen gelesen wird, sodass die Leserzahl bei einer Auflage von durchschnittlich 1.800 Stück auf rund 7.000 Personen zu schätzen ist.
Mit der Transformation der Unterabteilung für Kunst und Kultur in eine eigene Landesabteilung übernahm im Jahr 2018 der Leiter der Kulturabteilung, Igor Pucker, die Rolle des Herausgebers. Ab 2020 leitete die Historikerin Stephanie Thaler die Redaktion der Brücke und führte die 5. Brückengeneration fort. Auf sie folgte im Jahr 2022 Martina Hornböck als Chefredakteurin.